# Galina Kopaněvová
Galina Kopaněvová (Galina Kopaněva; 26. listopadu 1931 Kolín – 15. nebo 16. října 2012 Praha) byla česká filmová kritička, historička, teoretička, publicistka, vysokoškolská pedagožka, rozhlasová dramatička a scenáristka známá např. svou redakční činností pro odborné periodikum Film a doba.

## Život
Narodila se do rodiny české učitelky narozené v Rusku a ruského lesního inženýra, který byl bělogvardějským emigrantem. Odmaturovala na Sovětském gymnáziu v Praze. Poté v roce 1950 nastoupila ke studiu oboru filmové vědy na katedře dramaturgie a scenáristiky na FAMU. Studium ukončila o sedm let později. Několik let se působila jako překladatelka, filmová historička a filmová publicistka. V tomto období také vystupovala se svými lektorskými úvody. Následně se uplatnila v letech 1961–1964 jako redaktorka nakladatelství Orbis, kde založili filmovou edici, poté v letech 1964 až 1979 opět na redaktorské pozici v měsíčníku Film a doba. Roku 1972 zahájila svou vysokoškolskou pedagogickou kariéru, když začala přednášet, mimo jiné kurzy o světovém filmu na katedře filmové a divadelní vědy FF UK. Tam se v roce 1977 stala docentkou. Externě vyučovala i na FAMU.
Zemřela po těžké nemoci v noci z 15. na 16. října 2012. Její popel byl rozsypán pravděpodobně 25. října téhož roku na Motolském hřbitově.

## Dílo

### Kritická a publikační činnost
Už od poloviny 50. let psala a překládala rozhovory, kritiky a studie pojdenávající nejčastěji o východoevropském a středoevropském filmu. Ty následně publikovala v katalozích festivalů a přehlídek zaměřených na audiovizi, ve filmovědných almanaších, v denním tisku a domácích a světových odborných periodicích (např. Film a doba, Film a divadlo, Filmový přehled, Kino, Filmové a televizní noviny, Kultúrny život, Záběr, Scéna, Tvorba, Tvar, A2). Je také autorkou monografií o významných režisérech: Tengiz Abuladze (1984), Iosif Chejfic (1987) a Nikita Michalkov (1990) napsaných pro Československý filmový ústav. Dále spoluutvářela knihy Informatorium pro každého (1984) a Řeč dramatu 2 – Film a televize – Umění vnímat umění (1988). Někdy při psaní používala pseudonymy Božena Vaculíková nebo K. Panová.
Český filmograf Miloš Fikejz (1959–2019) jí přisoudil velký význam, když o ní napsal: „Svými zasvěcenými texty, přednáškami a semináři formovala a kultivovala kinematografické myšlení několika generací domácích filmařů i filmových kritiků a historiků.“ Fikejz byl také přesvědčen, že Kopaněvová jakožto vrstevnice tzv. nové vlny pomohla jejím příslušníkům prosadit se.
V roce 2017 v Národním filmovém archivu vyšla antologie jejích kritik, rozhovorů a dalších textů pod názvem Spatřit a napsat. Filmové kritiky, statě a rozhovory. Publikaci editoval filmový historik Tomáš Hála.

### Audiovizuální tvorba

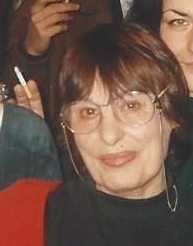
Galina Kopaněvová na konci 90. let

V 60. letech se zase scenáristicky podílela na televizním cyklu Malá filmová historie. Roku 1970 ztvránila menší úlohu ženy na recepci v oceňovaném snímku Ucho. Dále ji natáčeli tvůrci dokumentárních filmů a vzpomínkových pořadů, těmi byly např. Ein Anlass zu sprechen (1966), Vzpomínáme... co se nosilo (2000), Tváře českého filmu (2002), Vzpomínky na Andreje Tarkovského (2007) nebo Československý filmový zázrak (2014). S Československou, resp. Českou televizí spolupracovala během 80. a 90. let i tím, že uváděla různé artové filmy.

### Společensko-kulturní angažovanost
V průběhu 50. let byla aktivní v oblasti zakládání a popularizace filmových klubů (za to jí Asociace českých filmových klubů roku 2000 na Letní filmové škole – kterou sama Kopaněvová během své kariérní dráhy opakovaně dramaturgicky připravovala – v Uherském Hradišti udělila úplně první výroční cenu). S filmovými kluby poté spolupracovala jako lektorka celý svůj profesní život.
Měla také bohaté zkušenosti s dalšími filmovými přehlídkami a festivaly kromě Letní filmové školy. Z pozice odborné poradkyně MFF Karlovy Vary pomohla vyprofilovat sekci Na východ od Západu. Už od prvního ročníku v roce 1994 spoluorganizovala přehlídku Seminář ruských filmů, který se původně konal ve Veselí nad Moravou. Její částečný ruský původ také sehrál roli v propagaci české kinematografie v Rusku hlavně formou přehlídek objednaných Českými centry.
V roce 1989 obdržela vyznamenání za mimořádné zásluhy v oblasti rozvoje polsko-české kulturní spolupráce, tomu následoval dokonce i Rytířský kříž Řádu za zásluhy Polské republiky udělený z rozhodnutí tehdejšího polského prezidenta Bronisława Komorowského roku 2012 ze stejných důvodů.

## Filmografie

### Scénář
- Malá filmová historie (1963)

### Účinkování
- Ein Anlass zu sprechen (1966)
- Ucho (1970)
- Vzpomínáme... co se nosilo (2000)
- Tváře českého filmu (2002)
- Vzpomínky na Andreje Tarkovského (2007)
- Československý filmový zázrak (2014)